# Российский университет транспорта
Российский университет транспорта (МИИТ) — федеральное государственное автономное образовательное учреждение высшего образования.  
Университет готовит специалистов в сфере транспорта и других отраслей. 
В составе университета функционируют 8 академий, 6 институтов, 5 колледжей, гимназия, военный учебный центр и детский технопарк «Московский транспорт». В университете ведётся обучение по 280 образовательным программам высшего и среднего профессионального образования, а также более чем по 500 программ дополнительного профессионального образования. 

## История
История университета восходит к 1896 году, когда было учреждено Императорское московское инженерное училище ведомства путей сообщения. Торжественное открытие училища состоялось в сентябре 1896 года. В 1901 году состоялся первый выпуск инженеров-строителей после трёхлетнего теоретического курса и двухлетней строительной практики. 
В 1913 году училище было преобразовано в Московский институт инженеров путей сообщения, а в 1914 году институт был переименован Московский институт инженеров путей сообщения императора Николая II. 
После революции 1917 года институт был передан в ведение Народного комиссариата путей сообщения, а в 1918 году  — в ведение Народного комиссариата просвещения. 
В 1924 году Московский институт инженеров путей сообщения был объединён с Высшими техническими курсами при наркомате путей сообщения СССР и преобразован Московский институт инженеров транспорта (МИИТ).
В 1933 году к институту были присоединены Московский эксплуатационный институт инженеров железнодорожного транспорта и Транспортно-экономический институт НКПС, а институт был переименован в Московский институт инженеров железнодорожного транспорта.
В 1945 году институт был награждён орденом Трудового Красного Знамени, в 1946 году —  орденом Ленина, в 1963 году —  медалью «За освоение целинных земель».

## Современность
В 1993 году институт получил статус университета и был переименован в Московский государственный университет путей сообщения, сохраняя при этом аббревиатуру МИИТ.  
В 1998 году в состав университета вошла Российская академия путей сообщения. 
В 2000 году в составе университета создан Институт управления и информационных технологий, в 2002 году создан Гуманитарный институт.   
В 2003 году в состав Московского государственного университета путей сообщения вошла Гимназия № 1 МПС России, в 2004 году к университету был присоединён Московский медицинский колледж железнодорожного транспорта.  
В 2006 году в состав университета были включены Школа усовершенствования руководящего состава ведомственной охраны МПС России, 6 колледжей и 9 техникумов.  
В 2007 году в структуре университета был создан Институт комплексной безопасности.
В 2008 года в состав университета вошёл Российский государственный открытый технический университет путей сообщения, с преобразованием его в Российскую открытую академию транспорта.
В 2015 году университет был переименован в Московский государственный университет путей сообщения императора Николая II, а в 2017 году был преобразован в Российский университет транспорта (МИИТ).  
В 2023 году университет занимал 7 место в списке крупнейших университетов России и 47 место в России по количеству иностранных студентов, по данным Мониторинга Министерства науки и высшего образования РФ в университете в 2023 году обучались 24 290 и 1 761 чел соответственно. 

## Структура

#### Академии
- Академия базовой подготовки
- Российская академия путей сообщения
- Российская открытая академия транспорта
- Академия водного транспорта
- Академия «Высшая инженерная школа»
- Академия интеллектуальных транспортных систем в автомобильно-дорожном комплексе
- Академия дорожного хозяйства

#### Институты
- Институт международных транспортных коммуникаций
- Институт пути, строительства и сооружений
- Институт транспортной техники и систем управления
- Институт управления и цифровых технологий
- Институт экономики и финансов
- Юридический институт
- Научно-исследовательский институт транспорта и транспортного строительства[9]

- Сочинский институт транспорта — филиал РУТ (МИИТ) (основан в 2018 году)

#### Колледжи и гимназия
Московский колледж транспорта
Правовой колледж Юридического института 
Медицинский колледж
Колледж Академии водного транспорта имени Министра речного флота Л. В. Багрова
Колледж международных транспортных коммуникаций
Гимназия

## Репутация и рейтинги
В 2012 году в рейтинге российских вузов «Эксперт РА» университет занял 85-е место. 
В 2014 году агентство «Эксперт РА» включило вуз в список лучших высших учебных заведений Содружества Независимых Государств, где ему был присвоен рейтинговый класс «D».

## Руководители университета
Директора Московского инженерного училища Ведомства путей сообщения (МИУ)
- 1896—1905 — Максименко Филипп Емельянович (1852—1935)
- 1905—1908 — Эйхенвальд Александр Александрович (1864—1944)
- 1908—1913 — Тяпкин Николай Дмитриевич (1869—1929)[12]

Ректоры с 1913 года: 
- 1913—1918 — Тяпкин Николай Дмитриевич (1869—1929)
- 1919—1920 — Митюшин Николай Трофимович (1877—1950)
- 1920—1924 — Гибшман Евгений Александрович (1872—1934)
- 1924—1927 — Халатов Артемий Багратович (1896—1938)
- 1927—1928 — Полюдов Евгений Венедиктович (1887—1937)
- 1928—1930 — Чёрный Виктор Николаевич (1891—1937)
- 1930—1936 — Лизарев Фёдор Семёнович (1882—1937)
- 1936—1939 — Медков Ефим Иванович (1898—1969)
- 1939—1951 — Парфёнов, Дионисий Фёдорович (1900—1990)
- 1951—1954 — Герасимов, Александр Степанович (1908—1956)
- 1954—1955 — Курочкин Василий Васильевич (1900—1955)
- 1955—1980 — Кочнев Фёдор Петрович (1906—1997)
- 1980—1985 — Белов Иван Васильевич (1923—1994)
- 1985—1997 — Иноземцев Владимир Григорьевич (1931—2003)[12]
- 1997—2018 — Лёвин Борис Алексеевич (1949—2023)[13][14]
- с 16 ноября 2018 — Климов Александр Алексеевич (род. 1961)[15]